# (35985) 1999 NJ8
1999 NJ8 (asteroide 35985) é um asteroide da cintura principal. Possui uma excentricidade de 0.12414500 e uma inclinação de 9.93324º.
Este asteroide foi descoberto no dia 13 de julho de 1999 por LINEAR em Socorro.